# Boeatan

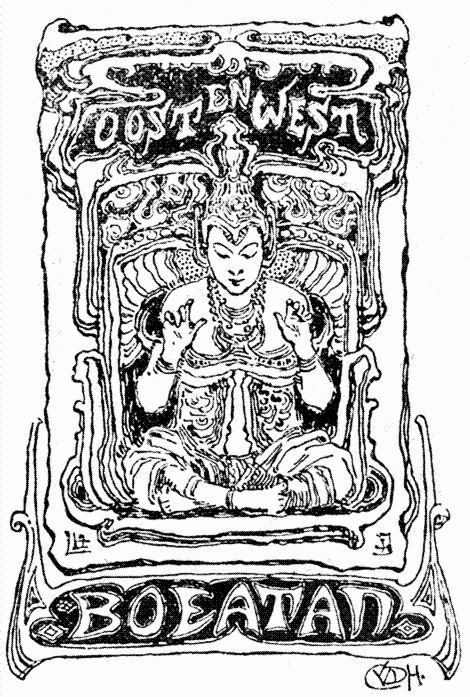
Reclametekening voor Boeatan door Cornelia van der Hart.

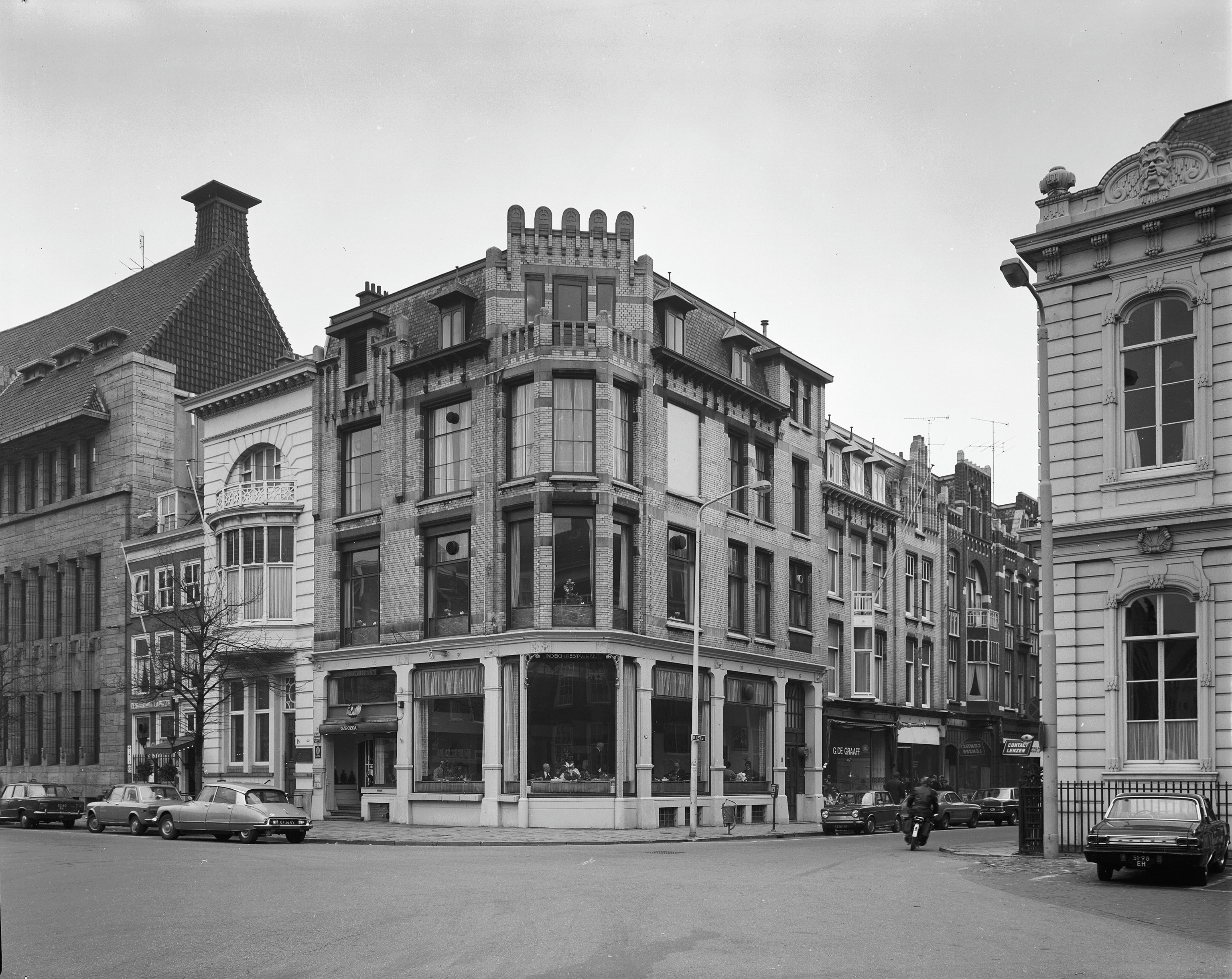
Kneuterdijk 18a (hoekpand), waar van 1933 tot 1948 Boeatan was gevestigd.

Boeatan (Maleisisch voor handwerk) was van 1903 tot 1949 een winkel en galerie in Den Haag, gespecialiseerd in kunstnijverheid en volkskunst uit Oost- en West-Indië.  

## Achtergrond
Na een grote koloniale tentoonstelling in Amsterdam werd in mei 1899 in Den Haag de Vereeniging Oost en West opgericht, op initiatief van onder anderen de dames Van Zuylen-Tromp en De Nerée tot Babberich-van Houten. De vereniging wilde de "belangen van allerlei aard van hen, die naar Nederlandsch Oost- of West-Indië vertrekken" bevorderen. Vanuit de vereniging werd in 1903 de Maatschappij tot bevordering van de nijverheid, huisvlijt en kunstnijverheid der inlandsche bevolking van Oost- en West Indië 'Boeatan' opgericht door de heren J.W. van Lansberge, oud-gouverneur-generaal van Nederlands-Indië, C.Th. van Deventer en G.E.V.L. van Zuylen, oud-kolonel der genie bij het Indisch Leger. Aanleiding voor de oprichting van de N.V. Boeatan was onder meer dat bij de Nationale Tentoonstelling van Vrouwenarbeid 1898 was gebleken dat er weinig waardering was voor de Indische kunstnijverheid. Naast Van Zuylen zaten Anthony Fokker, oud-president van de Ned.-Indische Handelsmaatschappij, G.P. Rouffaer, adjunct-secretaris van het Koninklijk Instituut voor Taal-, Land- en Volkenkunde in Nederlands-Indië en Philip Zilcken in de raad van beheer van Boeatan. 

## Winkel en toonzalen
Om de kunstnijverheidswerk en 'huisvlijt van den inlander' in Europa aan de markt te brengen opende Boeatan in november 1903 een winkel en toonzaal aan de Plaats 9 in Den Haag. Begin januari 1904 werd koningin Wilhelmina in de zaak ontvangen door het echtpaar Van Zuylen-Tromp. Een aantal dagen later werd de winkel officieel geopend, in aanwezigheid van onder anderen minister van koloniën A.W.F. Idenburg, oud-gouverneurs-generaal van Nederlands-Indië J.W. van Lansberge en C.H.A. van der Wijck en oud-gouverneur van Curaçao N. van den Brandhof.
De winkel stond onder leiding van mevrouw Van Zuylen-Tromp, die daarbij werd geassisteerd door vrouwelijke vrijwilligers. Vanaf de opening was kunstenares Cornelia van der Hart bij de zaak betrokken, zij tekende onder meer vignetten en reclame. Bij Boeatan werden onder andere kleine meubels, houtsnijwerk, koperwerk, batiks, sarongs, sieraden en vloer- en wandkleden tentoongesteld en verkocht.
In 1907 verhuisde Boeatan naar de Heulstraat 17, waar naast de winkel en toonzalen ook een theesalon werd geopend. De zaak groeide uit z'n voegen en in 1933 kon een pand aan de Kneuterdijk 18a, op de hoek met de Heulstraat, worden overgenomen van de erfgenamen van Mia Arwen, kunstenares uit Nederlands-Indië. Architect De Koo was verantwoordelijk voor de herinrichting. In het pand, een voormalige pianohandel, was op de begane grond alle ruimte voor kunstnijverheid en op de eerste verdieping werd een restaurant ingericht. Het restaurant was bereikbaar met een lift, destijds een noviteit.
Boeatan stelde niet alleen zelf kunstnijverheid ten toon, maar gaf ook voorwerpen in bruikleen voor diverse tentoonstellingen in binnen- en buitenland, waaronder de Parijse koloniale tentoonstelling in 1931, en oefende daarmee invloed uit op de beeldvorming van kunst en cultuur uit Oost- en West-Indië. Zowel koningin Emma als Wilhelmina en prinses Juliana bezochten de zaak. Eind 1929 werd er een tentoonstelling gehouden van kunstvoorwerpen die Emma had ontvangen van de soesoehoenan van Solo, de sultan van Djokja en Balinese vorsten. In september 1941 werd nog een tentoonstelling van Indische kunstnijverheid gehouden bij Boeatan, maar in de loop van de Tweede Wereldoorlog werden de activiteiten gestaakt. Wel werd in 1943 nog een receptie gegeven ter gelegenheid van de 80-jarige verjaardag van presidente Van Beresteyn-Tromp. In 1949 volgde de officiële sluiting. Van 1949 tot 2020 was in het pand aan de Kneuterdijk Indisch restaurant Garoeda gevestigd.